# 箱根峠インターチェンジ
箱根峠インターチェンジ（はこねとうげインターチェンジ）は、神奈川県足柄下郡箱根町にある箱根新道のインターチェンジであり、箱根新道の終点である。箱根峠の神奈川県側直下に位置し、静岡県三島市および田方郡函南町との境界に近い。神奈川県内の自動車専用道路のインターチェンジの中で最西端にあたる。

## 接続道路
- 国道1号

## 歴史
- 1962年（昭和37年）3月31日 - 全線開通に伴い開設。

## 周辺
- 箱根峠
- 芦ノ湖
- 道の駅箱根峠
- 芦ノ湖スカイライン
- 箱根ターンパイク
- 静岡県道20号熱海箱根峠線
- 湯河原パークウェイ

## 隣
箱根新道
芦ノ湖大観IC - 箱根峠IC